# Eulaira suspecta
Eulaira suspecta är en spindelart som beskrevs av Willis J. Gertsch och Stanley B. Mulaik 1936. Eulaira suspecta ingår i släktet Eulaira och familjen täckvävarspindlar. Inga underarter finns listade i Catalogue of Life.